# Сиволап Михайло Павлович
Сивола́п Михайло Павлович (нар. 12 жовтня 1959, Броди) — український археолог, краєзнавець та соціолог, керівник Черкаської Лісостепової археологічної експедиції (ЧЛАЕ), засновник та перший директор Черкаського міського археологічного музею Середньої Наддніпрянщини (ЧАМ), співавтор топонімічної концепції м. Черкаси, член Спілки археологів України. Фахівець з вивчення пам'яток епохи ранньої бронзи Середньої Наддніпрянщини — курганів, стоянок та поселень ямної культури (ІІІ тис. до н. е.)

## Біографія
Народився Михайло Павлович у місті Броди Львівської області у родині робітників-переселенців з м. Черкаси, в якому проживало кілька поколінь його предків. У 1966 році родина повертається в рідне місто. 1967—1977 роки — навчався у першій міській гімназії міста Черкаси з поглибленим вивченням англійської мови. У 1977—1980 роках —робітник, 1980—1985 роках навчається на кафедрі археології та музеєзнавства Історичного факультету Київського державного університету ім. Т. Г. Шевченка. Відвідував лекції та семінари Дмитра Телегіна, Миколи Бондара, Михайла Гладких, Миколи Чмихова, Юрія Малєєва. Після закінчення навчання отримав дипломи «історик-археолог, викладач історії і суспільствознавства» та «перекладач-референт з англійської мови в галузі історії».
Після закінчення університету у 1985—1986 рр. працював молодшим науковим співробітником археологічної експедиції Криворізького історико-краєзнавчого музею; у 1986—1987 рр. — старшим науковим співробітником Черкаського обласного краєзнавчого музею; у 1987—1989 рр. — начальник загону створеної разом із В. П. Григорьєвим Черкаської Лісостепової археологічної експедиції (ЧЛАЕ) при Черкаському обласному краєзнавчому музеї; у 1989—1993 рр. начальник окремого загону, а з 1991 р. начальник археологічної експедиції (ЧЛАЕ) Науково-виробничого кооперативу «Археолог» Інституту археології НАН України. У 1993—1997 рр. — начальник однієї з експедицій (ЧЛАЕ) археологічної інспекції Черкаської ОДА. Після скорочення експедиції — безробітний, сторож, політаналітик, соціолог.
У 1999—2003 рр. — асистент історичного факультету Черкаського державного університету ім. Б.Хмельницького, у 2003—2013, 2014—2016 рр. — старший викладач Черкаського національного університету ім. Б.Хмельницького. Як викладач здійснював читання лекцій, ведення семінарів з археології, антропології, методики польових археологічних досліджень, історії українського козацтва, краєзнавства, історії первісного суспільства, історії рідного краю, історії слов'ян, історії мистецтва Європи, соціальних рухів та національних проблем. Керував студентською археологічною практикою. У 2000—2013 рр. — керівник Археологічної лабораторії та директор створеного ним Археологічного музею університету (нині Кабінет археології). У 2013—2014 рр. — безробітний. З 1.03.2016 р. — директор Черкаського міського археологічного музею Середньої Наддніпрянщини, керівник експедиції музею.

## Науковий доробок
ORCID https://orcid.org/0000-0003-4745-1207
М. П. Сиволап є автором 678 статей до «Зводу пам'яток історії та культури Черкаської області», має понад 80 наукових публікацій в Україні і за кордоном та понад 200 науково-популярних і газетних статей, дав понад сотню інтерв'ю українським та зарубіжним ЗМІ. Учасник понад 50 наукових конференцій в Україні та закордоном. Як соціолог провів майже півтори сотні соціологічних досліджень на території 9 областей України, АР Крим та м. Київ . Володіючи низкою європейських мов, професійно займався перекладами.

## Польові дослідження
Зі студентських років брав участь в археологічних експедиціях Інституту археології НАН України та інших закладів під керівництвом Д. Я. Телегіна, С. Н. Братченка, О. В. Цвек, І. І. Мовчана, О. Б. Авагяна: розвідках по периметру Кременчуцького і Дніпродзержинського водосховищ, розкопках пам'яток палеоліту, мезоліту, неоліту, трипілля, степового енеоліту, епохи бронзи, скіфського та сарматського часу, пізньозарубинецької та черняхівської культур, давньоруського часу, українського середньовіччя, пізньосередньовічних антропогенних підземель, зокрема виявив 6 печер на Черкащині. З 1988 р. веде самостійні археологічні дослідження.
1985—1986 рр. — молодший науковий співробітник археологічної експедиції Криворізького історико-краєзнавчого музею (керівник експедиції О. О. Мельник).
1987—1989 рр. — начальник загону Черкаської Лісостепової археологічної експедиції (ЧЛАЕ) при Черкаському обласному краєзнавчому музеї (керівник експедиції В. П. Григорьєв)
1989—1991 рр. — начальник окремого загону Черкаської Лісостепової археологічної експедиції (ЧЛАЕ) Науково-виробничого кооперативу «Археолог» Інституту археології НАН України.
1991—1993 — начальник Черкаської Лісостепової археологічної експедиції (ЧЛАЕ) Науково-виробничого кооперативу «Археолог» Інституту археології НАН України.
1993—1997 рр. — начальник Черкаської Лісостепової археологічної експедиції (ЧЛАЕ) Археологічної інспекції Черкаської ОДА.
2000—2012 рр — начальник Черкаської Лісостепової археологічної експедиції (ЧЛАЕ) при історичному факультеті Черкаського державного університету ім. Б.Хмельницького.
З 2016 року — начальник Черкаської Лісостепової археологічної експедиції (ЧЛАЕ) Черкаського міського археологічного музею Середньої Наддніпрянщини.
Найвагоміші доробки: масове комплексне дослідження курганів обох берегів Черкащини (83 шт.) від епохи ранньої бронзи до половців, зокрема 3-х курганів-астросвятилищ ямної культури, подібних до раннього Стоунхенджу; розкопки могильника (IV ст. н. е.) черняхівської культури у центрі м. Черкаси; багаторічне дослідження поселення ямної культури Десятини на Чигиринщині (нині виявлено ще 30 поселенських пам'яток); курганно-ґрунтового могильника білозерської культури (ХІІ-Х ст. до н. е.) під Черкасами; виявлення і дослідження (спільно В. М. Степанчуком) найдавніших на Черкащині мустьєрських стоянок (130—100 тис. р.т.); розкопки решток хати Івана Піддубного у с. Красенівці; дослідження грабованого скіфського царського кургану із золотими виробами (спільно з С. С. Бессоновою) поблизу с.Нетеребка; також численні розвідки на території Черкащини та м. Черкас, завдяки яким виявлено та поставлено на державний облік понад 1,5 тис. пам'яток: курганів, могильників, стоянок, поселень, валів, печер та ін.

## Громадська діяльність
У квітні 1982 р. був звинувачений в українському буржуазному націоналізмі разом із студентами 5-ох факультетів КДУ (т. зв. «справа 16-ти»), до 1989 р. — під наглядом КДБ, з часу «Ланцюга Злуки» (1990) член НРУ, учасник революційних подій 1990—1991, 2004 та 2013—2014 рр. Балотувався у депутати Черкаської міської ради.У березні 1991 р. один з 2-х ініціаторів створення першої в Черкасах Покровської громади Української автокефальної православної церкви (УАПЦ), заступник голови громади у 1991—1994 рр.
Багаторічний член топонімічної комісії міськвиконкому (з 1992), автор 75 прийнятих пропозицій (вулиць, провулків, площі і парку), Програми перейменування вулиць м. Черкаси (1992) та співавтор Концепції топонімічної політики Черкаської міськради (2007).
Був членом низки громадських організацій: Історико-краєзнавча експедиція «Черкаси» (1986—1989), культурологічне товариство «Заповіт» (1989—1992). У 1980-х — член спелеоклубу «Поділля» (м. Київ). Дійсний член Європейської Археологічної Асоціації (з 2000), член Спілки археологів України (з 2011), Національної спілки журналістів України (з 2013) та ін.

## Особистість М.П.Сиволапа та публічний розголос
Археологічна практика під керівництвом М. П. Сиволапа стала поштовхом для створення кількох іронічно-комічних фан-відео, зокрема «Тяжка Сиволапщина» (автор Влад Кучеренко).
Розголос у місцевій пресі м. Черкас отримала ситуація пов'язана зі звільненням 1 липня 2013 року М. П. Сиволапа із посади старшого викладача Черкаського національного університету ім. Б.Хмельницького. Ситуація спровокувала обговорення та дискусії. Серед колишніх студентів-практикантів М. П. Сиволапа, археологічної професійної спільноти та частини громадськості виник рух за поновлення його на посаді. В мережі інтернет з'явилась низка статей в підтримку викладача, студентами в соціальних мережах було створено групу «Михайло Сиволап — наш викладач», де поширювались фотоматеріали зі студентських польових та камеральних археологічних практик та різноманітні мемоподібні матеріали присвячені М. П. Сиволапу. Він висловив думку, «готовий решту свого життя, як і раніше, присвятити створенню археологічного музею в Черкасах»

## Ідея археологічного музею в м. Черкаси
М. П. Сиволап неодноразово публічно висловлював думку, що основною місією свого життя бачить створення та розбудову в Черкасах спеціалізованого археологічного музею. Ідея створення у Черкасах власного археологічного музею виникла в М. П. Сиволапа та його колег-однодумців ще в 1987 році, він пропонував реалізувати цю ідею практично кожному міському голові міста. Навесні 2013 року за повідомленнями у пресі Сергій Одарич висловив намір розпочати процес створення археологічного музею, однак через 2 тижні міському голові оголосили імпічмент.
Нова міська влада, зокрема особисто мер Черкас А. В. Бондаренко, вже 2016 року знайшли можливість та бажання й 1 березня був офіційно утворений Черкаський міський археологічний музей Середньої Наддніпрянщини. Першим директором музею став М. П. Сиволап. Для тимчасової виставки-експозиції було виділено одну кімнату на першому поверсі кінотеатру «Україна» у середмісті Черкас.. Основою музейної колекції стали матеріали Черкаської Лісостепової археологічної експедиції, що перебувають у процесі наукового опрацювання.

## Основні праці
1. Сиволап М. П., Чмыхов Н. А. К реконструкции древнейшего периода славянства // Этногенез, ранняя этническая история и культура славян. — Москва, Наука, 1985. — С.5-7.
2. Сиволап Л. Г., Сиволап М. П. Черняхівський могильник Черкаси-Центр // Археологічні дослідження на Черкащині. — Черкаси, Сіяч, 1995. — С.79-86.
3. Сиволап М., Сиволап Л., Марченко О. Культові підземні споруди на території Черкащини // Християнські старожитності Лівобережної України. — Полтава, «Археологія», 1999. — С.91-96.
4. Mykhaylo P. Syvolap. Middle Dnieper Area in the System of Pit-Grave Relics of Eearly Bronze Age // VIth Annual Meeting. European Association of Archaeologists. Final programme and abstracts. — Lisbon, 2000. — P.137.
5. Сыволап М. П. Краткая характеристика памятников ямной культуры Среднего Поднепровья // Бронзовый век Восточной Европы: характеристика культур, хронология и периодизация. — Самара, 2001. — С.109-117.
6. Масненко В. В., Сиволап М. П. Стан історичної свідомості жителів Центральної України («золота доба» української історії очима сучасників) // Polska i Jej Wschodni Sąsiedzi. — Tom 2. — Rzeszów, Wydawnictwo Uniwersytetu Rzeszowskiego, 2002. — S.157-171.
7. Бобровська О. В., Сиволап М. П. Поховання черняхівської культури з підвісками-«кошиками» на Середньому Дніпрі // Старожитності І тис. н. е. на території України. — Київ, 2003. — С.33-43.
8. Сиволап М. П. Дослідження поселення ямної культури Десятини в Середній Наддніпрянщині у 1995—2002 роках // Археологічні відкриття в Україні 2000—2002 рр. — Київ, 2003. — С.254-257.
9. Масненко В. В., Сиволап М. П. Огляд релігійно-конфесійних уподобань жителів Центральної України (за даними соціологічних опитувань 1999—2002 рр.) // Православ'я. Наука. Суспільство: проблеми взаємодії. Матеріали Другої Всеукраїнської науково-практичної конференції. — Черкаси, 2004. — С.75-78.
10. Залізняк Л. Л., Дєткін А. В., Сиволап М. П. Мезолітична стоянка Дніпровець біля Черкас // Кам'яна доба України. — Київ, Шлях, 2004. — Вип.5. — С.204-216.
11. Степанчук В. М., Сиволап М. П. Результати археологічного обстеження пізньоашельського місцезнаходження Велика Бурімка на Черкащині // Кам'яна доба України. — Київ, Шлях, 2005. — Вип.7 (До 85-річчя Д. Я. Телегіна). — С.20-26.
12. Сиволап М. П. Археологічний музей Середньої Наддніпрянщини Черкаського національного університету // Наддніпрянська Україна: історичні процеси, події, постаті: Зб. наук. праць. — Дніпропетровськ, Вид. ДНУ, 2007. — Вип. 5. — С.286-296.
13. Масненко В. В., Сиволап М. П. Герої та антигерої української історії. Історичні міфи // Historia-mentalność-tożsamość. Miejsce i rola historii oraz historyków w życiu narodu polskiego i ukraińskiego w XIX i XX w. — Rzeszów, Wydawnictwo Uniwersytetu Rzeszowskiego, 2008. — S.636-657.
14. Масненко В. В., Сиволап М. П. Особливості електорату НРУ м. Черкаси (за даними соціологічних опитувань 1999—2009 рр.) // Народний Рух України: місце в історії та політиці. Матеріали VII Всеукраїнської наукової конференції, присвяченої 20-річчю НРУ. Одеса, 28-29 травня 2009 р. — Одеса, 2009. — С.120-125.
15. Степанчук В. Н., Сиволап М. П., Матвиишина Ж. Н., Кармазиненко С. П. Исследования палеолитических памятников на юге Черкасской области в 2008 г. // Археологічні дослідження в Україні 2008 р. — Київ: Академперіодика, 2010. — С.281-283.
16. Лавріненко Н., Кукса Н., Сиволап М. Гетьманський Пустинно-Миколаївський Медведівський монастир. — Черкаси, 2012. — 88с.
17. Бессонова С. С., Сиволап М. П. Розкопки кургану скіфського часу в Нижньому Пороссі // Археологічні дослідження в Україні 2011 р. — Київ, Старожитності Волині, 2012. — с.464-465.
18. Сиволап М. П. Нові дані про господарство племен ямної культури Центральної України // VII Богданівські читання. Матеріали Всеукраїнської конференції з нагоди 417-річчя від дня народження гетьмана Богдана Хмельницького. — Черкаси, 2013. — с.140-144.
19. Сиволап М. П., Сиволап Л. Г. Українські прізвища, пов'язані з млинарством // Український млинологічний альманах. Матеріали першої міжнародної наукової конференції «Історія українського традиційного млинарства», 15-17 жовтня 2009 року, м. Черкаси — с. Вереміївка. — К.: Козацькі землі України, 2014. — С.157-158.
20. Бессонова С. С., Сиволап М. П., Сиволап Л. Г. Налобная золотая пластина IV в. до н.э. из Поросья // Музейні читання. — Київ, 2014. — С. 63-85.
21. Сиволап М., Шелехань О. Клинкова зброя скіфського часу в зібранні Черкаського краєзнавчого музею // Наукові записки. Серія: Історичні науки. — Вип. 21. — Кіровоград, 2014. — С.209-217.
22. Сиволап М. П. Нарис дромології Черкащини // Вісник Черкаського університету. — Серія: Історичні науки. — Вип. 315 (22). — Черкаси, 2014. — С.18-27.
23. Mykhaylo P. Syvolap. The Settlement System of Pit-Grave Culture of Central Ukraine // 22nd Annual Meeting of the European Association of Archaeologists. Abstracts. — Vilnius, 2016. — P.586-587.
24. Сиволап М. П. Проблема дозапорізьких Січей // Нові дослідження пам'яток козацької доби в Україні. — Вип.26. — Київ, 2017. — С.17-22.
25. Сиволап М. П. Система поселенських пам'яток ямної культури Середньої Наддніпрянщини // І Всеукраїнський археологічний з'їзд: Програма роботи та анотації доповідей (Ніжин, 23-25 листопада 2018 р.). — Київ: ІА НАН України, 2018. — С. 96-97.
26. Черкащина: історія краю та його людності (у співавторстві). — Черкаси, 2018. — С.5-67.

## Відеоматеріали
- Тяжка Сиволапщина
- Розкопки скіфського кургану 2011 року
- На Чигиринщині стартували археологічні розкопки

1. ↑  Сиволап Михайло Павлович. archaeologicalmuseum.ra.ck.ua (українська) . Архів оригіналу за 9 грудня 2018. Процитовано 7.11.2018. [Архівовано 2018-12-09 у Wayback Machine.]